# B.J. von Schwartzenberg
Bernard Joseph von Schwartzenberg (Eygelshoven, 15 maart 1915 – Roermond, 14 juli 1993) was een Nederlands burgemeester.
Hij heeft enige tijd rechten en filosofie gestudeerd aan de Universiteit van Luik en was aan het begin van zijn ambtelijke loopbaan volontair bij de gemeentesecretarie van zijn geboorteplaats Eygelshoven. Midden 1940 werd hij aangesteld als ambtenaar ter secretarie van de gemeente Wittem en in januari 1951 werd Von Schwartzenberg benoemd tot burgemeester van Hunsel. Begin 1973 werd hij tevens burgemeester van Grathem. In die tijd was hij lid van de KVP maar later was hij (weer) partijloos burgemeester. In april 1980 ging hij met pensioen waarbij hij alleen in Grathem aanbleef als waarnemend burgemeester. Bij de gemeentelijke herindeling in Limburg van januari 1982 eindigde zijn burgemeesterschap. Midden 1993 overleed Von Schwartzenberg op 78-jarige leeftijd.